# Arkys walckenaeri
Arkys walckenaeri là một loài nhện trong họ Araneidae.
Loài này thuộc chi Arkys. Arkys walckenaeri được Eugène Simon miêu tả năm 1879.